# Nezdický potok (přítok Otavy)
Nezdický potok je vodní tok, který pramení v Javornické hornatině, v okresu Klatovy v Plzeňském kraji. Potok je měří 16,5 kilometrů, rozloha povodí je 75,3 km² a průměrný průtok u ústí je 0,37  m³/s. Vlévá se zprava do Otavy.

## Průběh toku
Potok pramení v nadmořské výšce přibližně 840 metrů necelých 600 metrů jihozápadně od loveckého zámečku Záluží v Přírodním parku Kašperská vrchovina. Podle Zeměpisného lexikonu se pramen potoka nachází 1,5 kilometru jihozápadně od Pohorska v nadmořské výšce 948 metrů. Na svém horním toku protéká kolem tohoto zámečku, potom u osady Pohorsko napájí rybník a pod ním přijímá zleva bezejmenný potok. Dále vtéká do osady Papírna, která je částí obce Nezdice na Šumavě, a v Nezdicích přijímá zleva potok Žlíbek. Poté, asi 1500 m severně od obce, u samoty U Pily se do Nezdického potoka zprava vlévá Zuklínský potok. Dále potok protéká kolem samoty Zavadilka, Hamr a Strádal až do osady Rozsedly. Tady zleva přijme Šimanovský potok. Potom protéká kolem dvou mlýnů - Záplatův a Dolejší. Pod nimi přijme zprava Žihobecký potok a pak zleva Podhrázský potok. Již dosti posilněný Nezdický potok protéká obcí Dražovice, kde napájí vlevo rybník Chobot. Dále protéká kolem obce Čímice, zprava přijme Bílenický potok, pak mine Benešův mlýn a brzy vtéká do obce Žichovice. Tady po levé straně napájí tři rybníky. Poté vede okolo žichovického zámku, proteče pod hlavní ulicí a pod železniční tratí Horažďovice–Domažlice. U osady Lázna vteče do mrtvého ramena Otavy a pak zhruba po 400 metrech se zprava vlije v nadmořské výšce 435 metrů do řeky Otavy.

## Přítoky
- Žlíbek (levý), v Nezdicích na Šumavě
- Zuklínský potok (pravý), u samoty U Pily
- Strádalský potok (levý), u samoty Strádal
- Šimanovský potok (levý) v Rozsedlech
- Kadešický potok (levý), pod Dolejším Mlýnem
- Žihobecký potok (pravý), pod Dolejším Mlýnem
- Podhrázský potok (levý), v Dražovicích
- Lomecký potok (levý), u Lomeckého Mlýna
- Bílenický potok (pravý), u Čímic